# Ados Amor
Pour les articles homonymes, voir Amor.
 (octobre 2022).
 (septembre 2022).
Pour plus de détails, voir Fiche technique et Distribution.
Ados Amor est un film français de Zarina Khan, sortie en 1998.

## Synopsis
Un atelier d'écriture dans un lycée d'enseignement professionnel de la banlieue parisienne s'ouvre un matin. Zarina Khan, philosophe, est sur le seuil de la classe. "Brouhaha", on a parlé aux jeunes d'un atelier d'écriture et de théâtre. Ils lancent, crâneurs, pour rejeter la proposition : "Nous madame, on sait pas écrire... Le théâtre c'est le bâtiment devant l'arrêt de bus et on n'a jamais été invités... et de toute façon, nous, on RIEN à dire". C'est ainsi que commence l'aventure du film Ados Amor. Zarina Khan saisit le "rien" et leur propose de l'explorer. Même s'ils murmurent qu'elle est "fada", ils foncent dans l'espace de création qui leur est ouvert. Leurs écrits sont si authentiques et bouleversants que la réalisatrice leur propose de tourner un long métrage de fiction en 35 mm pour que le grand public puisse découvrir la sensibilité, les rêves et les désarrois de cette jeunesse en quête d'elle-même. Pari tenu. (cf. l'œuvre à la joie, Tome 3 de "La sagesse d'aimer"),,,,,,,,,,

## Naissance du film
En septembre 1994, le Service Jeunesse de la Mairie du Blanc-Mesnil contacte Zarina Khan après avoir découvert à « La Marche du Siècle » (France 3) son travail avec les adolescents en atelier d’écriture et de pratique théâtrale. Aussitôt, le lycée d'enseignement professionnel Aristide Briand est demandeur et le Collège Cachin, s’inscrit aussi dans le projet. Les ateliers « démarrent ». Zarina Khan va recueillir sur le papier les préoccupations, les désarrois, les rêves de ces jeunes de Seine-Saint-Denis. Après six mois, se dessine le projet de réaliser un long-métrage de fiction, afin que la parole des adolescents puisse toucher un grand public. Les groupes des deux établissements scolaires se rencontrent, leurs énergies se mobilisent et l’histoire d’Ados Amor devient cinéma, grâce à l’équipe réunie par Zarina Khan qui crée sa société de production et de distribution ZK Productions.
Ados comme adolescents, Amor entre la mort et l’amour.
Les quartiers vont vivre au rythme de ce rêve qui devient réalité. Les jeunes se fédèrent en une famille de travail autour de laquelle les enseignants, les chefs d’établissements, la Mairie et tous ses services, les parents, tous les représentants du Département de Seine-Saint-Denis et les offices de HLM se mobilisent. Tout l’été 1996 et l'année 1997, les cités retentissent de « Silence, on tourne ! ». Le tournage d'Ados Amor est terminé et le film entre dans la phase de montage. Ados Amor sort en avant-première dans la Grande Halle de la Villette et au cinéma du Blanc-Mesnil en mars 1997. La sortie Nationale du film de 2H05 a lieu le 25 mars 1998. Des jeunes parlent à d’autres jeunes de la beauté de la vie, de l’importance de la préserver et, pour briser le « chacun pour soi », d’Amour. Un message d’Espérance porté par ceux qui veulent construire, avec confiance, le XXIe siècle.
Diagnostic qui a justifié la mise en œuvre du projet
Le projet s’est mis en place à partir du constat d’isolement et de cloisonnement de groupes de jeunes qui se sont construits « leurs frontières ». Le but du projet était de rassembler des adolescents de Seine-Saint-Denis afin qu’ils puissent exprimer leurs énergies créatrices, faire le point et s’exprimer sur les sujets qui les concernent, s’investir « ensemble » dans un projet à long terme.

## Distinctions
- 1997 : Prix du Scénario de la Fondation Beaumarchais SACD
- 1999 : 2e Prix au Festival "Le Réel en Vue"[12]

## Sélections
- Festival International des Films de Femmes de Créteil - du 14 au 23 mars 1997 - Hors compétition
- Festival de Cannes - Cannes Junior - du 8 au 18 mai 1997
- Festival International de Beyrouth (Liban) - Cannes Junior - du 27 mai au 1er juin 1997
- Festival International du Film Francophone de Namur (Belgique) - du 26 septembre au 4 octobre 1997 -Section Droits de l’Homme - Hors compétition
- First Quezon City International Film Festival (Philippines) - du 21 au 30 novembre 1997 - et le South Film Tour concernant les îles de Puerto Princesa, Cebu et Davao
- Festival Drôle d’Endroit pour des Rencontres, Bron - du 16 au 25 janvier 1998
- Festival International de Cinéma de Jeune Public de Laon - du 30 mars au 9 avril 1998
- Festival du Premier Film en Île-de-France - du 25 mars au 5 avril 1998
- Festival du film Panafricain FESPACO - du 27 février au 6 mars 1999
- Festival International pour l’Enfance et la Jeunesse, Tunisie - du 30 octobre au 5 novembre 1999

## Soutiens pour la réalisation du film
- La Ville du Blanc-Mesnil
- Le Ministère de l’Intégration
- La Fondation RATP
- La Préfecture de la Seine Saint-Denis
- Le Conseil Général de la Seine Saint-Denis
- Le Fonds d’Action Sociale
- La Mission Ville et Santé
- La Protection Judiciaire de la Jeunesse
- La Direction Départementale de la Sécurité Publique de la Seine Saint-Denis

## Fiche technique
- Réalisation : Zarina Khan.
- Atelier d’écriture et scénario : Zarina Khan.
- Musique originale : Pablo BRAVO.
- Directeur de la photographie : Maurice GIRAUD A.O.C.
- Montage : Annie WAKS.
- Mixage : Jean-Guy VERAN. Studio Mac’Tari.
- Ingénieur du Son : Frédérique PFOHL.
- Durée : 125 min - 35 mm - couleur - mono
- Documentaire sur le film : "Ados Amor, un autre regard" - 28 min